# Morissen

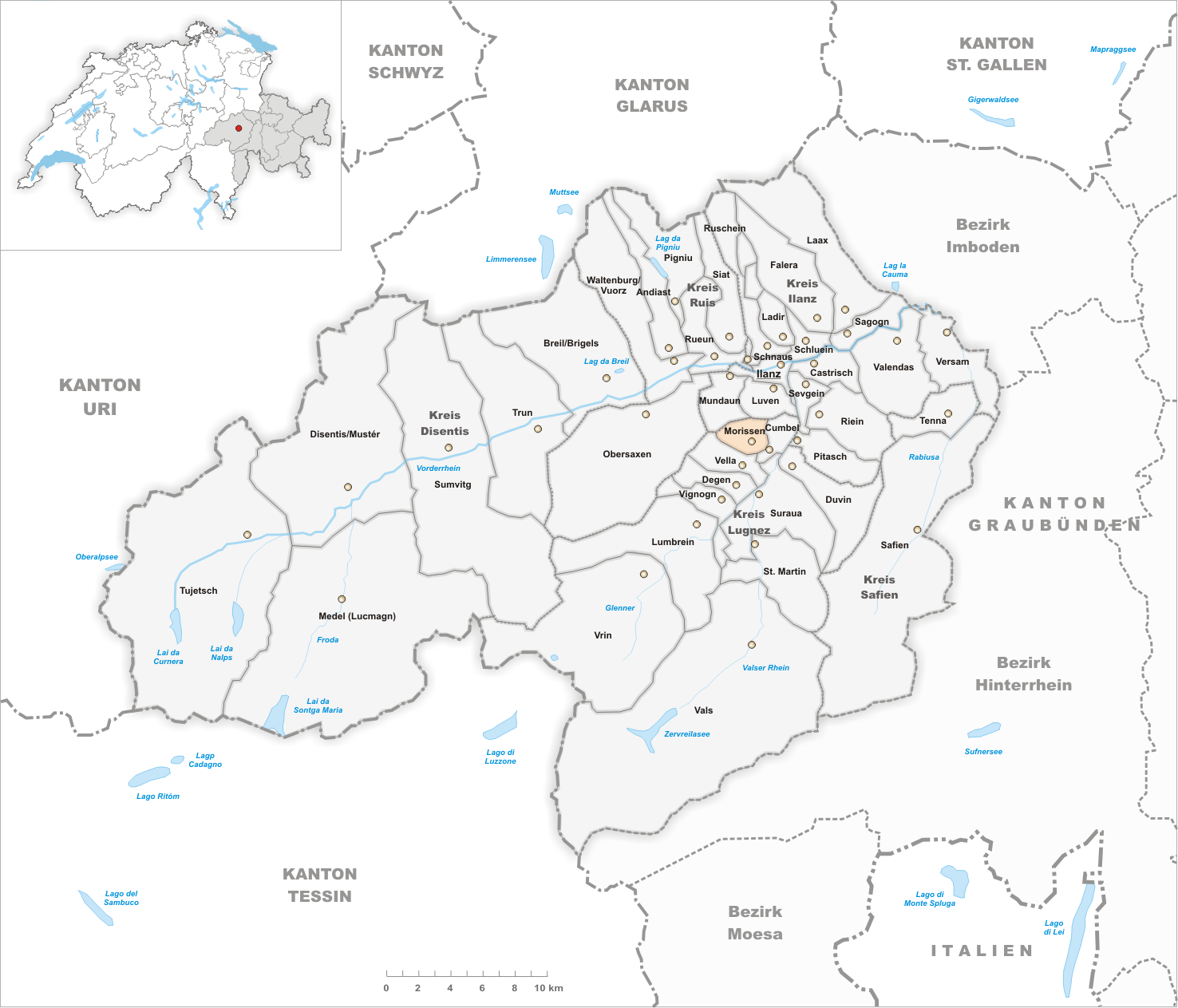
Gemeindestand vor der Fusion am 1. Januar 2013

Morissen (deutsch; rätoromanisch Murissen [mʊˈʁisən]ⓘ) ist ein Dorf in der Gemeinde Lumnezia, Kanton Graubünden, Schweiz. Es liegt im Val Lumnezia (Lugnez) südwestlich von Ilanz.
Bis Ende 2012 bildete Morissen eine eigene politische Gemeinde. Am 1. Januar 2013 fusionierte sie mit den damaligen Gemeinden Cumbel, Degen, Lumbrein, Suraua, Vella, Vignogn und Vrin zur neuen Gemeinde Lumnezia.

## Geographie

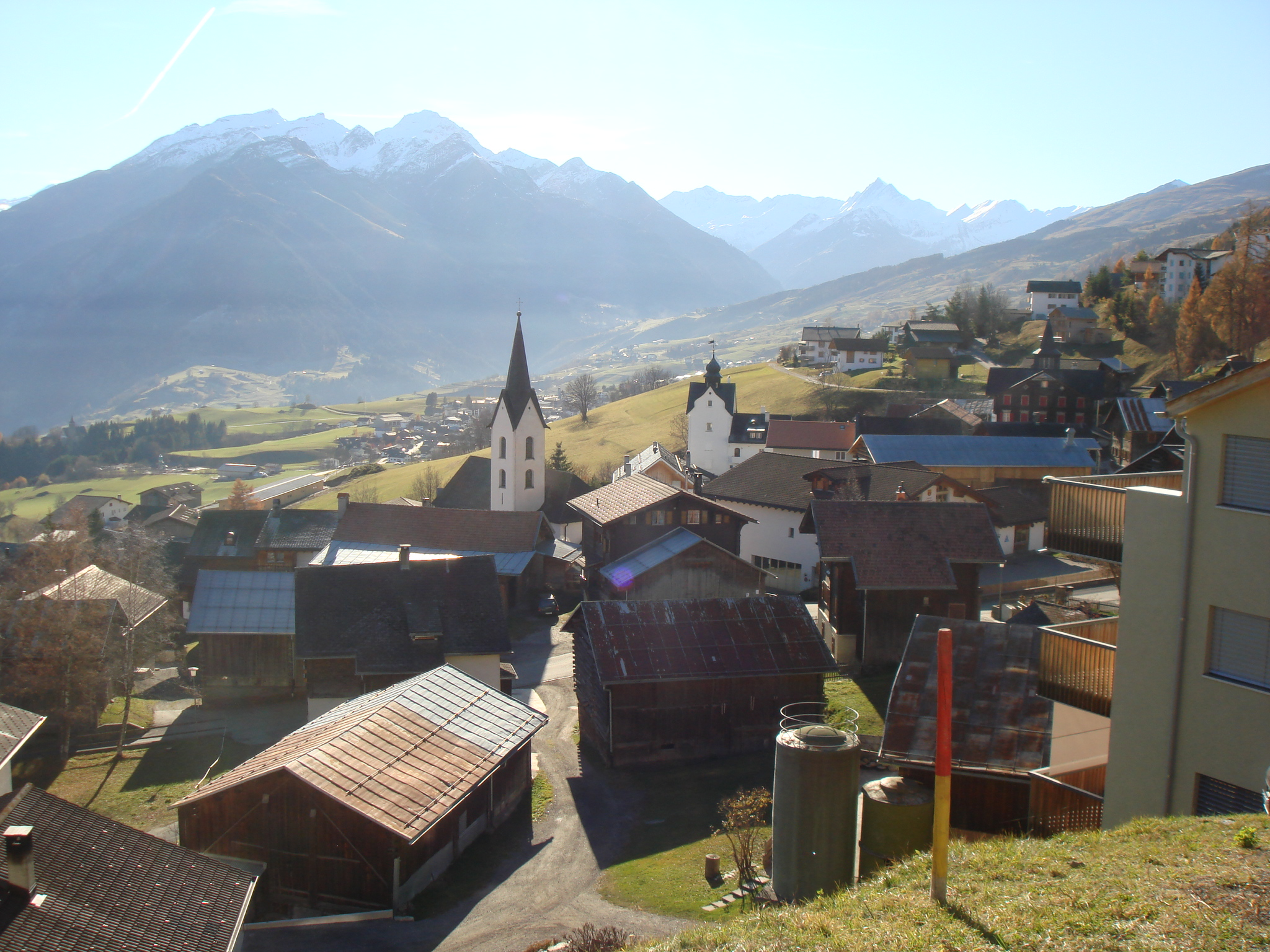
Dorfkern Morissen

Die ehemalige Gemeinde Morissen liegt am Eingang des Val Lumnezia (im touristischen Kontext auch Tal des Lichts genannt) auf der linken Talseite am östlichen Sonnenhang des Piz Mundaun mit prächtigem Blick auf die gegenüberliegende Lugnezer Talseite. Morissen grenzte an die damaligen Gemeinde Cumbel, Luven, Mundaun und Vella. Das Dorf liegt auf einer geologisch unstabilen Schieferdecke wie auch die übrige rund 25 Quadratkilometer grosse Talhangfläche der mittleren Val Lumnezia, die sich vorab im Hauptschubabriss von Vignogn über Vella bis Morissen im Durchschnitt bis 4 cm pro Jahr hangabwärts zum Talfluss Glogn (Glenner) bewegt. Die grössten Verschiebungen talwärts misst man unterhalb Morissen und Cumbel im Dorf Peiden. Dort wurde von 1887 bis 1944, also in 57 Jahren, eine Abwärtsbewegung von 13,7 m gemessen, während sich die Dörfer oberhalb dieser aktivsten Stauch- und Rutschzone nur halb so viel bewegten.
Dank der weniger steilen Schieferlage waren die Bodenschichten in Morissen günstiger für Bauvorhaben, was den Bau von Ferienhausbauten und Zweitwohnungen in den letzten Jahrzehnten begünstigte. Die günstige Hanglage des Dorfes mit einer imposanten Aussicht über die Tallandschaft förderte zudem die Bau- und Wohntätigkeit in der Moderne. Während die Tätigkeit der Einheimischen in der Landwirtschaft wegen der durchgeführten Güterzusammenlegungen (Meliorationen) zurückging, blieb die Beschäftigung in den Sektoren Tourismus, Bau- und Nebengewerbe stabil. Die Eingliederung in die 2013 neu gebildete Talgemeinde Lumnezia erleichterte den Bewohnern administrative und allgemeine Gemeindeaufgaben. Schulorte sind Cuschnaus und Vella, zu denen Busverbindungen bestehen.

## Geschichte
Der Name Morissen erscheint im 12. bis 15. Jahrhundert in verschiedenen Variationen: Moraizen, Muraizen, Mureizen, Moreissens, Mureiscen, Moreize oder Morainscens.
Der aktuelle Name Morissen besteht ungefähr seit 1600. Vermutlich leitet sich der Name ab vom Namenspatron der Val Lumnezia, dem heiligen Mauritius. Obwohl die Gemeinde mehrheitlich romanischsprachig ist, ist weiterhin der deutsche Name im offiziellen Gebrauch.
Morissen liegt vermutlich in einem altes Siedlungsland. Vom 13. bis 15. Jahrhundert sind Ministerialen gleichen Namens belegt. Um 1290 hatte das Bistum Chur Lehensgüter in Morissen. Bis 1370 gehörte Morissen als bischöfliches Lehen zur Vogtei der von Belmont, dann zu jener der Sax-Misox. 1538 erfolgte der Auskauf der bischöflichen Feudalrechte. Die 1345 erwähnte Kirche St. Jakob und Christophorus wurde 1867/1968 neu gebaut und St. Jakob und Philipp geweiht. Sie war bis 1907 eine Filiale von St. Vincenz in Pleif; 1702 eine Kaplanei und 1806 eine Kuratie.
Am Transitweg von Obersaxen zum Valserberg gelegen verband sich Morissen im Spätmittelalter wirtschaftlich mit Surcuolm, der Nachbargemeinde «ennet dem Berg». 1630 trennten sie sich wegen des anhaltenden Streits um Wald- und Weidenutzung am nördlichen Abhang des Piz Mundaun. Bis 1895 bestand eine Weidegemeinschaft mit Surcuolm. 1851 bis 2000 gehörte Morissen zum Bezirk Glenner, von 2001 bis 2016 zum Bezirk Surselva.
Die Dorfstruktur hat sich seit 1960 gründlich verändert. Der wachsende Wohlstand hat dank Subventionen die Mechanisierung der Landwirtschaftsbetriebe und die Renovation der alten Holzhäuser begünstigt. Viele Altbauten sind heute nur mehr periodisch bewohnte Zweitwohnsitze oder Ferienwohnungen. Der historische Dorfkern verlor Wohnraum und die einheimische Bevölkerung rätoromanischer Sprache hat sich an den dörflichen Randgebieten niedergelassen oder ist abgewandert.
Die auf Viehzucht und Milchwirtschaft basierende rätoromanische Bauerngemeinde führte 1973 bis 1979 eine Gesamtmelioration durch. 1980 bildete Morissen mit Cumbel eine Schul- sowie Vereinsgemeinschaft. 1992 wurde das Gemeindezentrum im Ort eingerichtet.
2017 wurde die alte Mühle (rätoromanisch: il Mulin) eröffnet und die dörfliche Gaststätte als gesellschaftlicher Treffpunkt eingeweiht. Anfang des 21. Jahrhunderts zeichnete sich Morissen durch zahlreiche Pendler nach Ilanz und Domat/Ems, wenig dörfliches Gewerbe und etwas Tourismus (Ferienchalets) aus.
→ siehe auch Abschnitt Geschichte im Artikel Lumnezia

## Wappen
| Wappen von Morissen | Blasonierung: «In Rot drei goldene (gelbe) Muscheln»                                              |
| Wappen von Morissen | Dem heiligen Jakobus dem Älteren ist die Dorfkirche geweiht; sein Attribut ist die Jakobsmuschel. |

## Bevölkerung
| Bevölkerungsentwicklung | Bevölkerungsentwicklung | Bevölkerungsentwicklung | Bevölkerungsentwicklung | Bevölkerungsentwicklung | Bevölkerungsentwicklung |
| ----------------------- | ----------------------- | ----------------------- | ----------------------- | ----------------------- | ----------------------- |
| Jahr                    | 1850                    | 1900                    | 1950                    | 2000                    | 2012                    |
| Einwohner               | 250                     | 163                     | 297                     | 211                     | 227                     |

Von den Bewohnern haben bei der Eidgenössischen Volkszählung im Jahre 2000 91,47 % bündnerromanisch (Sursilvan) als Muttersprache angegeben, 6,64 % deutsch und 0,95 % englisch. Seit 1992 nahm die Bevölkerung um 4,2 % ab.
Im Jahre 1827 wurden die jenischen Familien Waser und Amman als Bürger von Morissen aufgenommen. Während die Amman ausgestorben oder weggezogen sind, sind ungefähr 400 Waser heute noch Bürger der ehemaligen Gemeinde Morissen. Seit 1947 wohnen keine Waser mehr in der Gemeinde. Wie in den übrigen Talgemeinden fehlen heute die kinderreichen Familien der einstigen Bauernbetriebe.

## Sehenswürdigkeiten

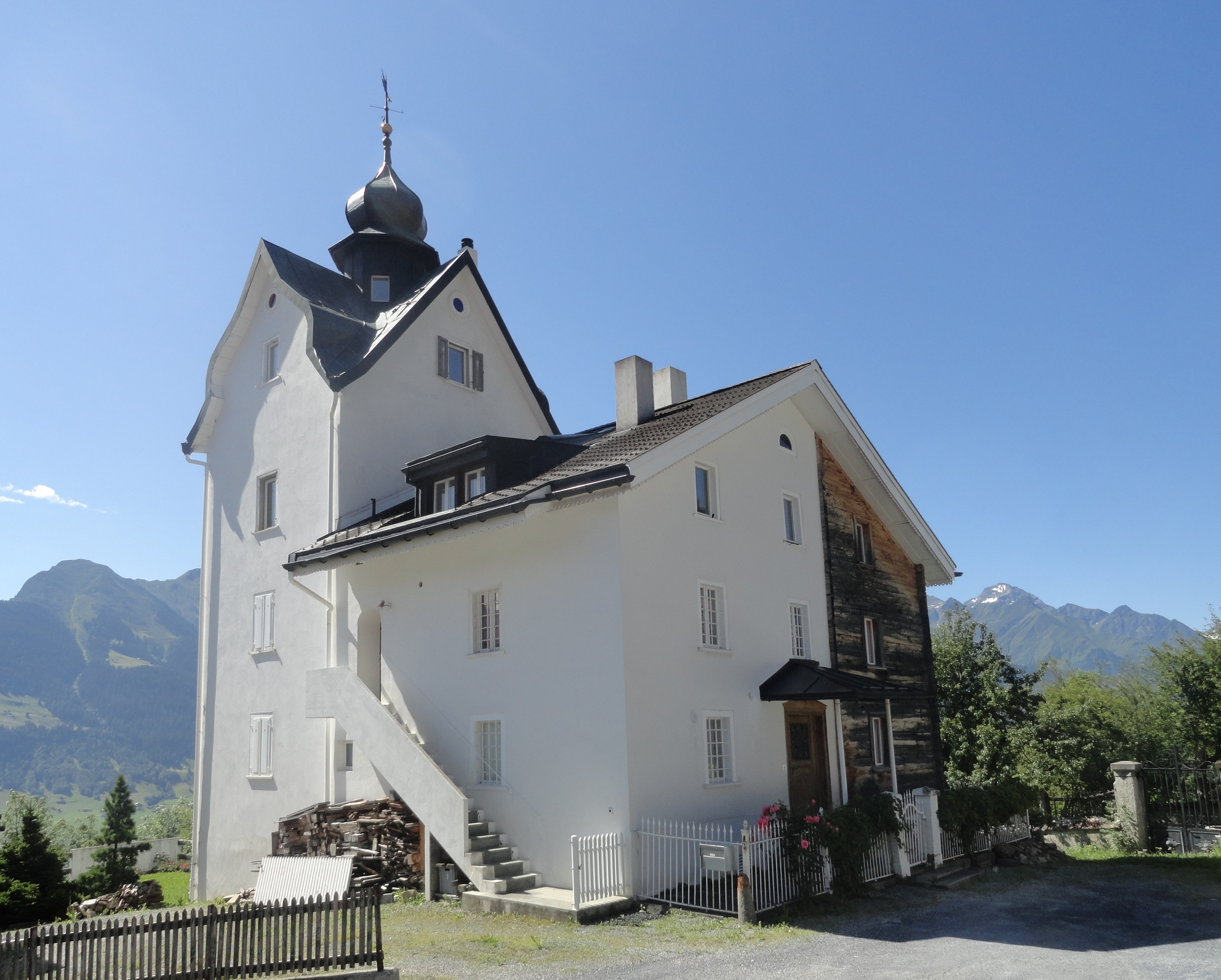
«Schlössli»

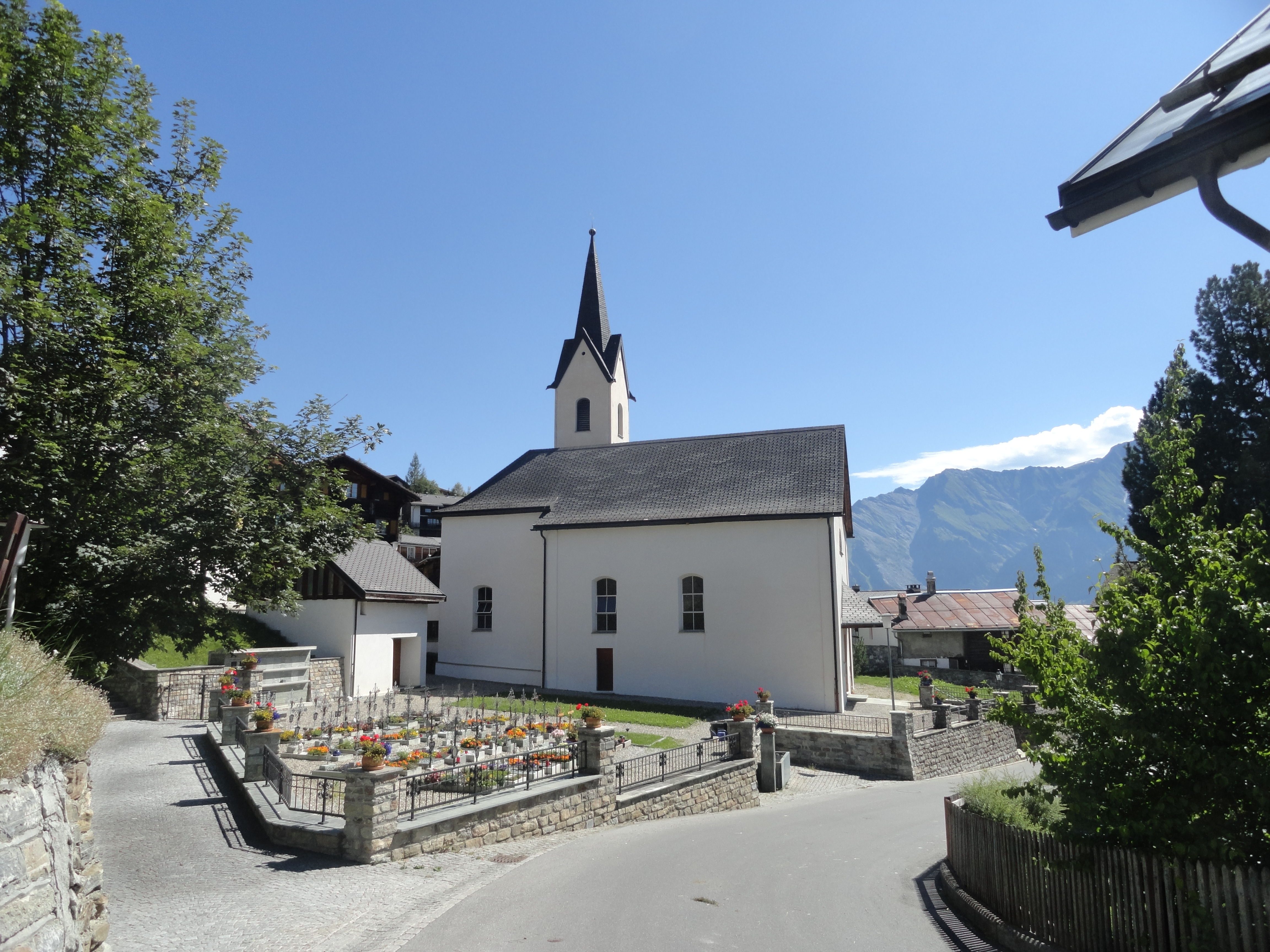
Kirche St. Jakob und Philipp

- Haus Collenberg, auch «Schlössli» genannt: Im Gemäuer sind Reste eines mittelalterlichen Wohnturmes zu entdecken. Es zeichnet sich ein annähernd quadratischer Grundriss mit ca. 1,1 m dicken Mauern ab. Das lagerhafte Mauerwerk besteht aus regelmässigen Hausteinen. Reste von Schartenfenstern sind vorhanden. Zu diesem Wohnturm bestehen keine urkundlichen Zeugnisse. Möglicherweise bestand auf den Grundmauern eine Taverne, die nach Urkunden im 12. Jahrhundert in Morissen bestanden hatte, oder die Grundmauern stammen von einer mittelalterlichen Burg der bischöflichen Vasallen von Morissen.

- Dorfkirche Sogn Giachen e Sogn Philipp: Die Kirche wird im Indulgenzbrief für St. Vincentius von 1345 erstmals urkundlich erwähnt und zwar unter dem Patrozinium St. Jakobus und Christophorus, doch ist der Nebentitel schon 1484 verschwunden. Die kirchliche Emanzipation von Pleif begann 1702 mit der Errichtung einer Kaplanei; 1807 erhielt sie das Tauf- und Begräbnisrecht, 1907 kam es zur Erhebung zur Pfarrei. Die ersterwähnte Kirche von 1345 verschwand 1484 (nach einem Bericht von 1643). Der Neubau der heutigen Kirche stammt von 1868. Aus dieser Zeit stammt auch das Altarbild von Melchior Paul von Deschwanden.

- Kirchlein Sogn Carlo Borromeo (Sogn Carli): Erbaut vermutlich in der zweiten Hälfte des 17. Jahrhunderts steht diese am Osthang in einer Waldlichtung des Piz Mundaun, an einer alten Wegverbindung von Morissen nach Surcuolm. Etwas weiter südlich findet man eine Kapelle mit einem Gedenkstein an den Stifter des Escherwaldes.

- Escherwald bei St. Carli (Ual da Sogn Carli): Noch bis Anfangs des 20. Jahrhunderts war das Lugnez in grossen Teilen waldfrei. Vielerorts wurde Raubbau am Wald betreiben. Davon blieb auch die Gegend rund um Morissen nicht verschont. Später wurde der Schutz der Gebirgswälder und ihre Aufforstung Thema. 1874 fand die Wieder-Aufforstung des Uaul da Sogn Cali, des Escherwalds, statt. Auf einem Findling oberhalb der Heiligennische befindet sich eine Gedenktafel zu Ehren von Arnold Escher von der Linth, dem Stifter und Förderer dieser Aufforstung. Der Escherwald hat den Charakter eines nach Reih und Glied gepflanzten Waldes. Es wachsen dort auffällig viele Bäume in Gestalt von Zwiesel (Botanik), da man einen besonderen Energiefluss aufgrund des besonderen geologischen Untergrundes vermutet.

## Bilder

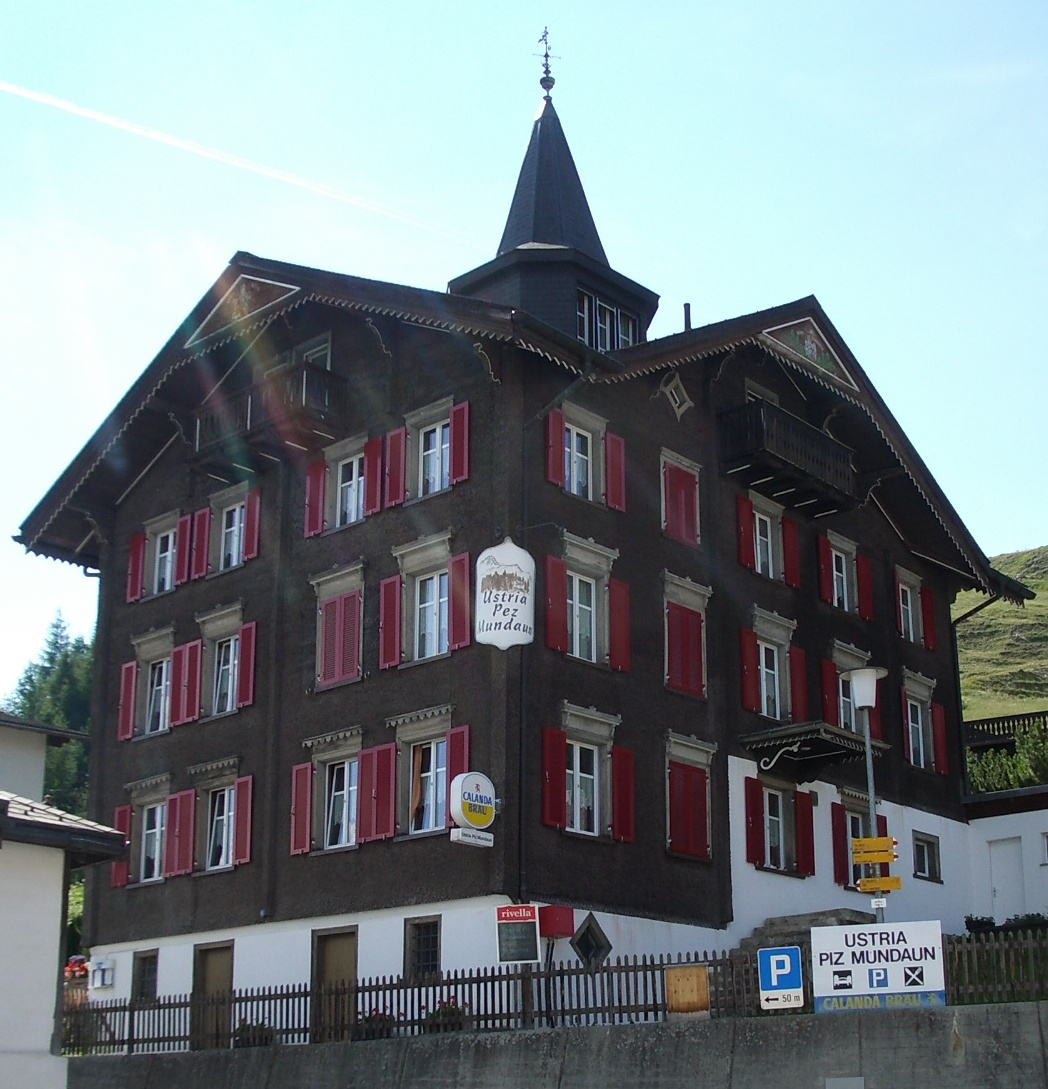
Ustria Piz Mundaun, erbaut 1886, umgebaut 2018
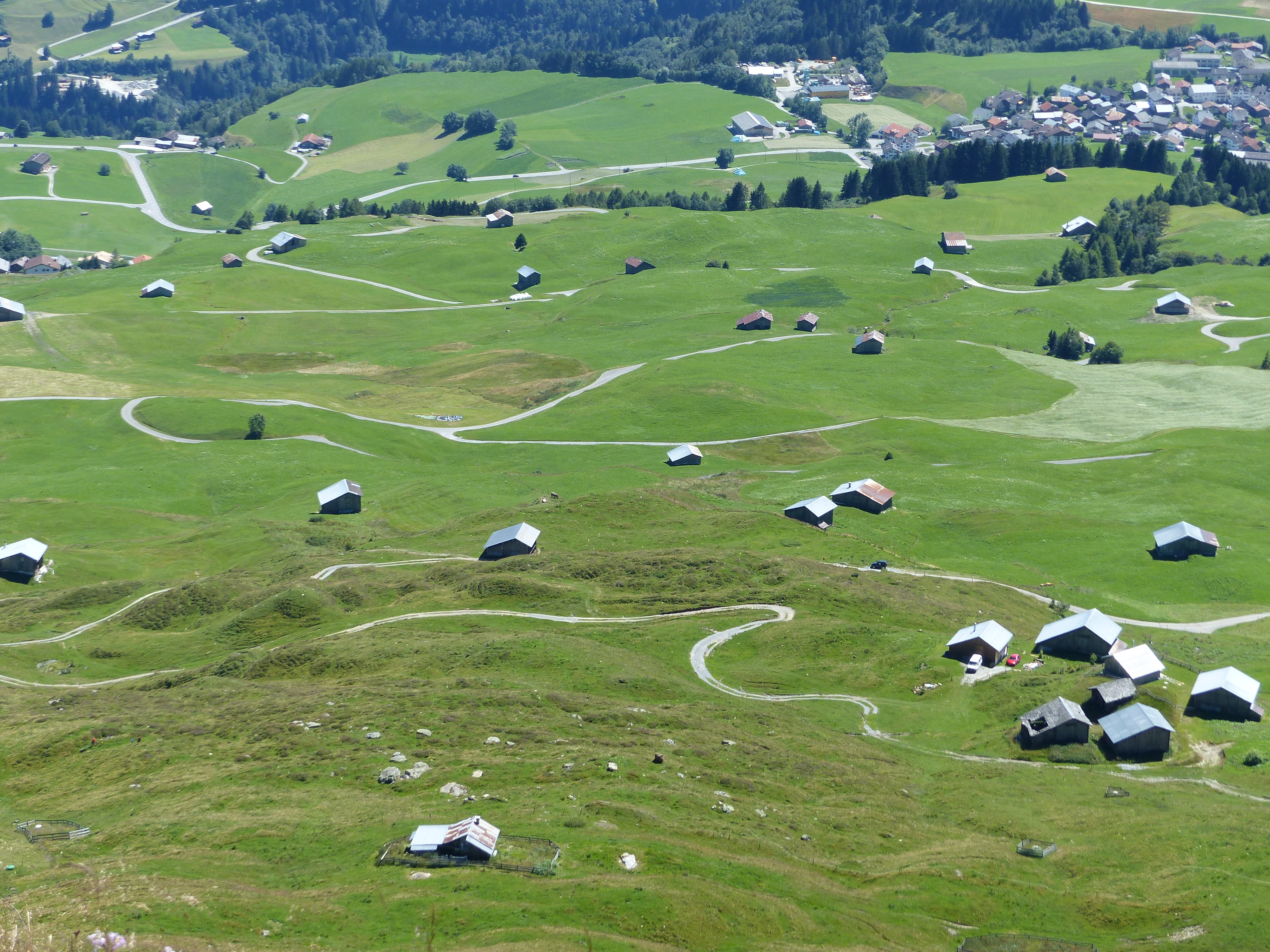
Morissen vom Piz Mundaun gesehen
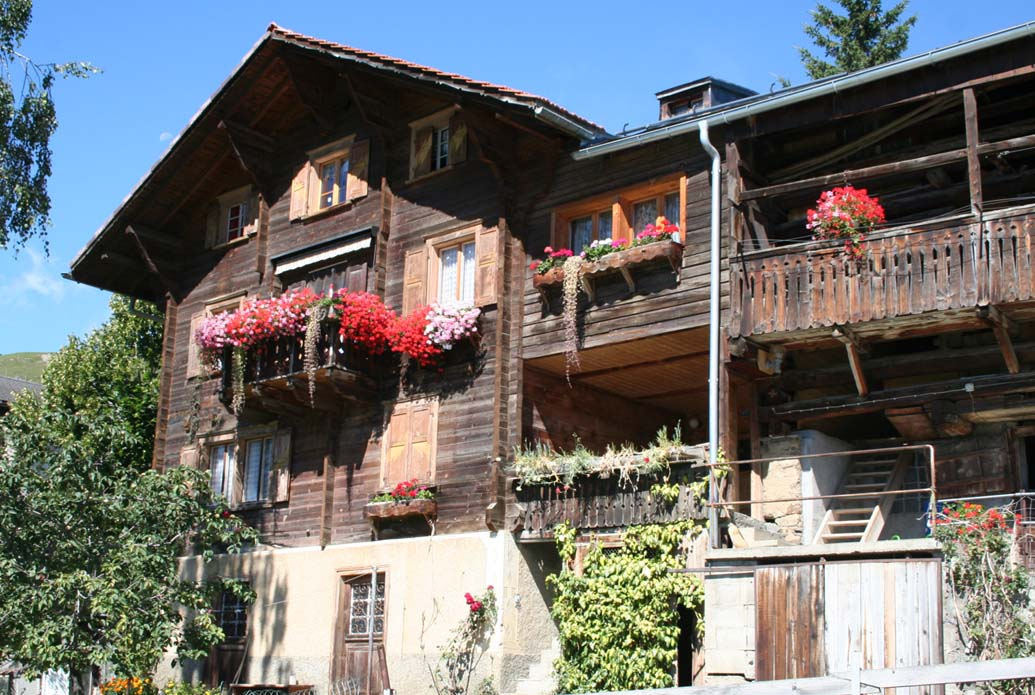
Bauernhaus in Strickbauweise in Morissen